# Wang Zisai
Dans ce nom chinois, le nom de famille, Wang, précède le nom personnel Zisai.
Pour les articles homonymes, voir Wang (patronyme).
Wang Zisai (chinois simplifié : 王梓赛 ; pinyin : Wáng Zǐsài), né en 18 juin 2006 à Xuzhou, est un trampoliniste chinois. Il est notamment médaillé d'argent en individuel aux championnats du monde 2023 et aux Jeux olympiques 2024.

## Palmarès
Jeux olympiques
- Paris 2024
  -  médaille d'argent individuel.

Championnats du monde
- Birmingham 2023
  -  médaille d'argent individuel.